# Parafia św. Mikołaja w Szczecinie (rzymskokatolicka)
Parafia pod wezwaniem św. Mikołaja w Szczecinie (rzymskokatolicka) – parafia rzymskokatolicka należąca do dekanatu Szczecin-Żelechowo, archidiecezji szczecińsko-kamieńskiej, metropolii szczecińsko-kamieńskiej. Jedna z parafii rzymskokatolickich w Szczecinie. Została erygowana w 2004 roku. Siedziba parafii mieści się w Szczecinie.

## Miejsca święte

### Kościół parafialny
Kościół św. Mikołaja Biskupa w Szczecinie